# Linares Unido
Club Deportivo Linares Unido – chilijski klub piłkarski z siedzibą w mieście Linares leżącym w regionie Maule.

## Osiągnięcia
- Wicemistrz drugiej ligi chilijskiej (Primera B): 1964
- Mistrz trzeciej ligi chilijskiej (Tercera división chilena): 1994

## Historia
Klub założony został 19 listopada 1955 roku w wyniku fuzji miejscowych klubów Arturo Prat, Español oraz Olimpia. Nowy klub otrzymał nazwę Lister Rossel. W roku 1948 oddano do użytku stadion Estadio Municipal de Linares, na którym klub gra obecnie w trzeciej lidze chilijskiej (Tercera división chilena). W roku 1962 klub zmienił nazwę na Club Deportivo Provincial Linares, a w sierpniu 1974 roku na Club de Deportes Linares. W 1992 roku kolejna zmiana nazwy na Club Deportivo y Social Frutilinares, a 8 lutego 1994 roku na Club Deportivo Linares, by wreszcie w styczniu 1995 roku przyjąć nazwę Club de Deportes Linares. Klub Club de Deportes Linares 27 lutego 2006 roku zmienił nazwę na Club Deportivo Linares Unido.